# PT Puppis
PT Puppis (PT Pup) är en ensam stjärna belägen i den norra delen av stjärnbilden Akterskeppet. Den har en högsta skenbar magnitud av ca 5,72 och är svagt synlig för blotta ögat där ljusföroreningar ej förekommer. Baserat på parallax enligt Gaia Data Release 3 på ca 1,57 mas beräknas den befinna sig på ett avstånd av ca 1 700 ljusår (ca  520 parsec) från solen. Den rör sig bort från solen med en heliocentrisk radialhastighet av ca 38 km/s.

## Observation
Stjärnan upptäcktes vara variabel av Janet Rountree Lesh och P. R. Wesselius 1979. Den fick dess variabelbeteckning 1981. Anamarija Stankov bekräftade stjärnan som en Beta Cephei-variabel.

## Egenskaper

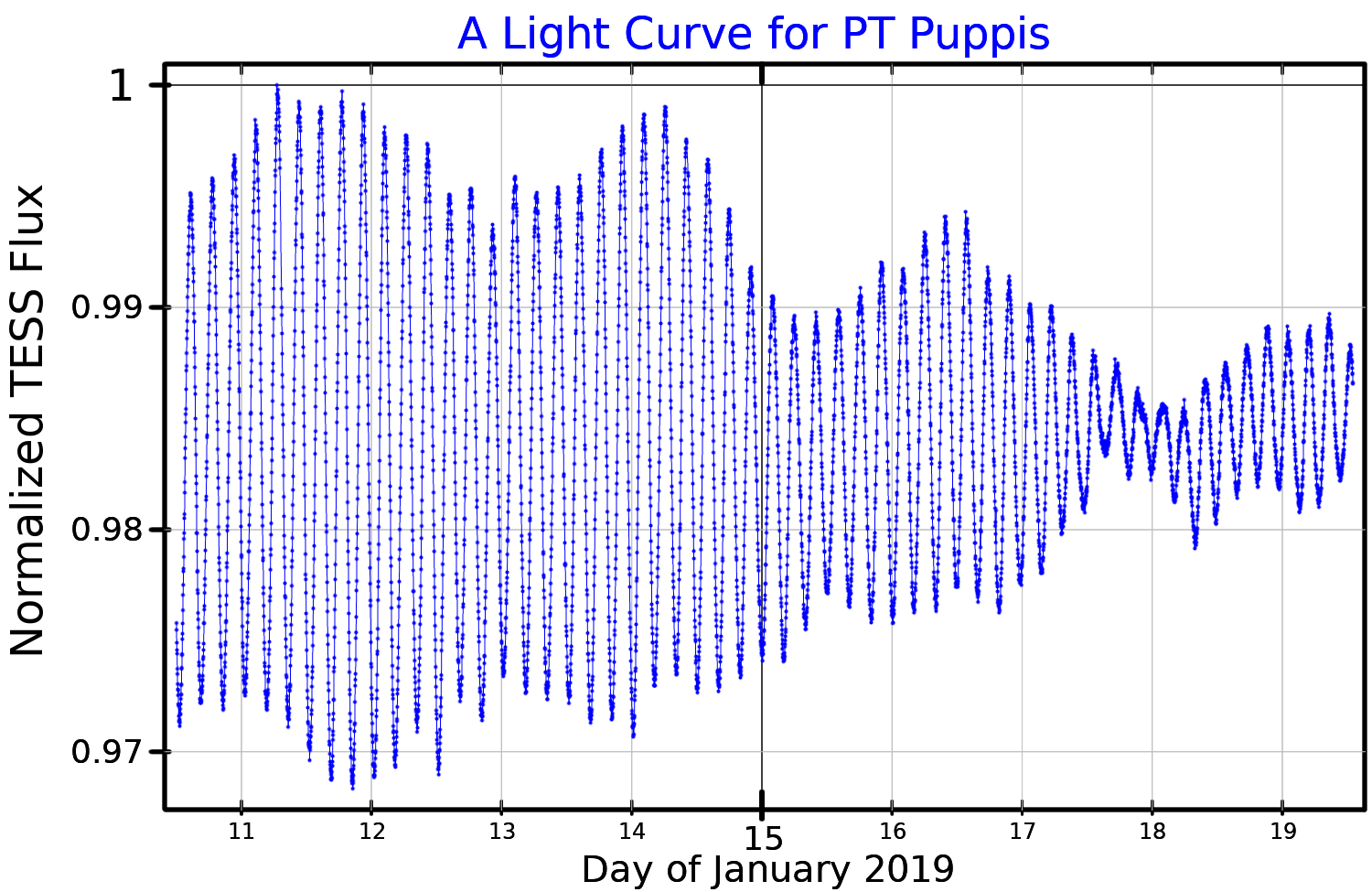
Ljuskurva för PT Puppis, plottad från TESS-data.

PT Puppis är en blå till vit jättestjärna av  spektralklass B2 III. Den har en massa av ca 8 solmassor och utsänder energi från dess fotosfär motsvarande ca 6 400 gånger solen vid en effektiv temperatur av ca 19 400 K. Stjärnans skenbara magnitud varierar mellan magnituden 5,72 och 5,74.